# Palkonya, Baranya
Palkonya (în germană Palkan) este un sat în districtul Siklós, județul Baranya, Ungaria, având o populație de 305 locuitori (2011).

## Demografie
Componența etnică a satului Palkonya
     Maghiari (79,77%)
     Germani (18,5%)
     Necunoscut (0,87%)
     Romi (0,87%)
     Alții (0,87%)
Componența confesională a satului Palkonya
     Reformați (14,75%)
     Fără religie (2,62%)
     Necunoscută (81,64%)
     Luterani (0,98%)
Conform recensământului din 2011, satul Palkonya avea 305 locuitori. Din punct de vedere etnic, majoritatea locuitorilor (79,77%) erau maghiari, cu o minoritate de germani (18,5%). Apartenența etnică nu este cunoscută în cazul a 0,87% din locuitori. Nu există o religie majoritară, locuitorii fiind reformați (14,75%) și persoane fără religie (2,62%). Pentru 81,64% din locuitori nu este cunoscută apartenența confesională.